# Louise Deglane
Pour les articles homonymes, voir Deglane.
Louise Deglane, née à Paris le 5 novembre 1868 et morte à Marquay le 22 décembre 1936, est une photographe amatrice française, connue pour sa pratique de l'autochrome.

## Biographie
Fille de Joseph Auguste Rosset, un commis d’agent de change, et de Wilhelmine Wickel, elle naît sous le nom de Louise Albertine Rosset le 5 novembre 1868 à Paris, dans le 18e arrondissement. Le 29 juillet 1893, elle se marie à la mairie du 10e arrondissement avec Henri Deglane, architecte, premier grand prix de Rome en 1881, qui réalisera plus tard la façade principale du Grand Palais.
Si peu d’informations sont connues sur la vie de Louise Deglane, on sait qu'elle devient membre de la Société française de photographie lors de la séance du 17 avril 1914 et reçoit quelques années plus tard une médaille « pour remercier ses collaborateurs les plus assidus depuis trois ans aux programmes des séances ainsi qu’à la rédaction du Bulletin. »
Elle meurt le 22 décembre 1936, dans sa propriété de Laussel, à Marquay. Sa mort est annoncée dans le Bulletin de la Société française de photographie, lors de la séance du 22 janvier 1937. Elle fait de l'Académie des beaux-arts sa légataire universelle, à la condition que les revenus de sa fortune soient consacrés à la création d'un prix « Fondation Henri et Louise Deglane », octroyé chaque année au grand prix de Rome d'architecture afin de l'aider à débuter,.

## Photographe autochromiste
Photographe amateur, elle est l'une des rares femmes autochromistes. Ses premiers autochromes datés sont ceux des illuminations du Salon automobile de 1912 sous la nef du Grand Palais, qui font preuve d’une grande maîtrise technique. On peut ainsi lire dans le bulletin de la SFP, le 15 mai 1914 : « Cette collection, irréprochable à tous égards, dénote chez son auteur le sens artistique le plus exquis pour le choix, la composition, l'éclairage des sujets et la délicatesse la plus avisée dans le traitement de la plaque depuis la pose jusqu'à la dernière manipulation du laboratoire. ». 
À l’instar de nombreux autochromistes, Louise Deglane témoigne des expositions florales et potagères, de visites de jardins, mais on peut aussi suivre ses multiples voyages notamment en France (Picardie, Maine-et-Loire, Bretagne), en Allemagne, en Suisse et en Italie. Elle s’attache à fixer sur la plaque l’architecture et particulièrement religieuse.[réf. nécessaire]
Ses œuvres données à la Société française de photographie sont régulièrement projetées par la suite. 

## Collections
- Société française de photographie

## Expositions
- 19 décembre 1996 - 16 février 1997. La Couleur sensible : photographies autochromes, 1907-1935, Marseille, Centre de la Vieille Charité
- 4 octobre 2015 - 24 janvier 2016. Qui a peur des femmes photographes ? Paris, musée d'Orsay, musée de l'Orangerie